# Gheorghe Ola
Gheorghe Ola, né le 10 octobre 1928 dans le Județ de Cluj en Roumanie et mort en 1995, est un ancien joueur et entraîneur de football roumain.